# Vespertilionidae
I Vespertilionidi (Vespertilionidae Gray, 1821) sono una famiglia di Chirotteri che include pipistrelli comunemente noti come vespertili, serotini, nottole e orecchioni.

## Descrizione

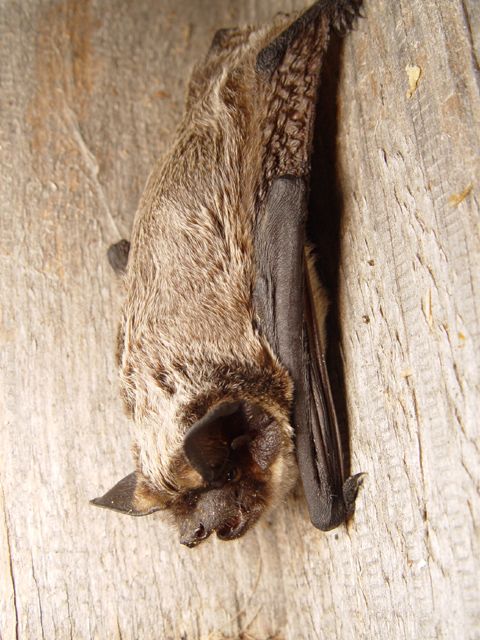
Vespertilio murinus

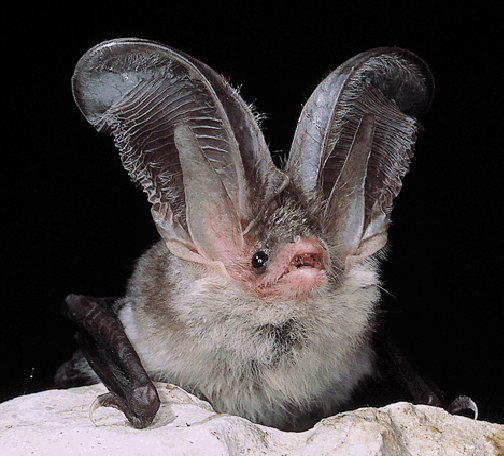
Plecotus sardus

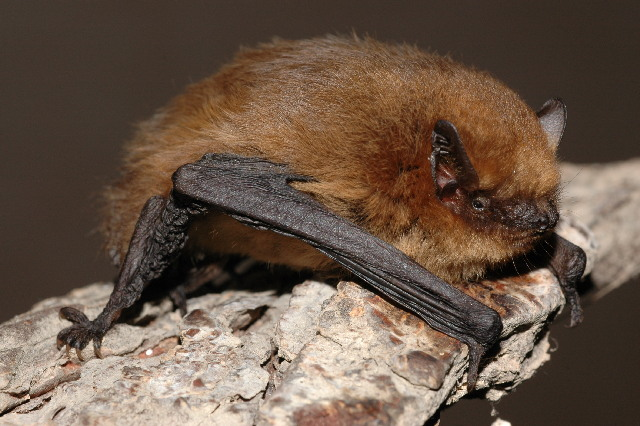
Pipistrellus pygmaeus

### Dimensioni
Comprende pipistrelli di dimensioni piccole e medie, con la lunghezza dell'avambraccio tra 26,5 mm di Hypsugo musciculus e 88 mm di Scotophilus nigrita e un peso fino a 91 g. Vi appartiene Tylonycteris pachypus, considerato, con soltanto 5 grammi di peso, uno dei mammiferi più piccoli al mondo.

### Caratteristiche ossee e dentarie
L'omero presenta un trochite molto più grande del trochine che si estende ben oltre la testa dell'osso e forma un'articolazione molto estesa con la spalla. La cintura scapolare è di proporzioni normali, mentre la settima vertebra cervicale è libera. Il secondo dito ha il metacarpo sviluppato e una falange ossea. Il terzo dito è fornito di tre falangi, l'ultima delle quali è ossea alla base e cartilaginea nella parte terminale. La fibula è filiforme. Il cranio è caratterizzato dalla mancanza della porzione palatale delle ossa pre-mascellari. I denti masticatori hanno la caratteristica disposizione a W delle cuspidi. 

### Aspetto
La pelliccia è folta. Le orecchie sono generalmente separate, talvolta unite alla base da una banda di pelle. Possono essere piccole e arrotondate ma anche raggiungere proporzioni enormi come in alcuni Plecotini. Il trago è sempre ben sviluppato e abbastanza semplice nella forma. Il muso è caratterizzato dall'assenza di qualsiasi foglia nasale, eccetto alcune forme munite di un'escrescenza carnosa sopra le narici o di strutture ghiandolari sui lati del muso. La coda è lunga e sempre completamente inclusa nell'uropatagio, a sua volta molto esteso. Il calcar è sempre presente, di dimensioni variabili e spesso rinforzato tramite una carenatura. I piedi sono solitamente normali, eccetto alcune forme del genere Myotis nelle quali è ingrandito, adattamento ad un particolare tipo di dieta, similmente ai pipistrelli della famiglia dei Nottilionidi.

## Distribuzione
L'areale di questa famiglia coincide con quello dei Microchirotteri, ovvero cosmopolita, eccetto le regioni polari, circumpolari e alcune isole remote.

## Tassonomia
Attualmente la famiglia è suddivisa in 5 sottofamiglie.
- Il primo premolare superiore è grande. Le narici sono tubulari.
  - Sottofamiglia Murininae
    - Harpiocephalus
    - Murina
- Il primo premolare superiore è ridotto o mancante.
  - Lo sterno è corto e largo. Le orecchie sono a forma di imbuto.
    - Sottofamiglia Kerivoulinae
      - Kerivoula
      - Phoniscus

  - Lo sterno è sottile. Le orecchie sono di forma normale.
    - I denti masticatori sono sempre meno di sei su ogni semi-arcata dentaria.
      - Sottofamiglia Vespertilioninae
        - Sono presenti due soli Incisivi superiori.
          - Tribù Nycticeiini
            - Genere Nycticeinops
            - Genere Nycticeius
            - Genere Rhogeessa
            - Genere Scoteanax
            - Genere Scotoecus
            - Genere Scotomanes
            - Genere Scotophilus
            - Genere Scotorepens
            - Genere Scotozous

          - Tribù Nyctophilini
            - Genere Nyctophilus
            - Genere Pharotis

        - Sono presenti quattro incisivi superiori.
          - Tribù Eptesicini
            - Genere Arielulus
            - Genere Eptesicus
            - Genere Hesperoptenus

          - Tribù Lasiurini
            - Genere Lasiurus

          - Tribù Pipistrellini
            - Genere Glischropus
            - Genere Nyctalus
            - Genere Parastrellus
            - Genere Perimyotis
            - Genere Pipistrellus
            - Genere Vansonia

          - Tribù Plecotini
            - Genere Barbastella
            - Genere Corynorhinus
            - Genere Euderma
            - Genere Idionycteris
            - Genere Otonycteris
            - Genere Plecotus

          - Tribù Vespertilionini
            - Genere Afronycteris
            - Genere Cassistrellus[1]
            - Genere Chalinolobus
            - Genere Eudiscopus
            - Genere Falsistrellus
            - Genere Glauconycteris
            - Genere Histiotus
            - Genere Hypsugo
            - Genere Ia
            - Genere Laephotis
            - Genere Mimetillus
            - Genere Mirostrellus
            - Genere Neoromicia
            - Genere Niumbaha[2]
            - Genere Philetor
            - Genere Pseudoromicia
            - Genere Tylonycteris
            - Genere Vespadelus
            - Genere Vespertilio

      - Sottofamiglia Antrozoinae
        - Genere Antrozous
        - Genere Bauerus

    - Sei denti masticatori su almeno una delle semi-arcate dentarie.
      - Sottofamiglia Myotinae
        - Genere Lasionycteris
        - Genere Myotis
        - Genere Submyotodon